# محمود مصاحب
محمود مُصاحب نویسنده و مترجم ایرانی بود.
یکی از اعضای دائرةالمعارف فارسی (به سرپرستیِ غلامحسین مصاحب) و یکی از معاونان آن پروژه بود. وی پس از درگذشت غلامحسین مصاحب، مؤسس پروژه، به‌همراه رضا اقصی به کار بر روی آن ادامه داد.

## ترجمه‌ها
محمود مصاحب آثار ترجمه‌ای هم دارد که از آن جمله می‌توان به زوربای یونانی، اثر نیکوس کازانتزاکیس (تهران: انتشارات نگاه) اشاره کرد که برای هجدهمین نمایشگاه بین‌المللی کتاب تهران، پس از سی سال، تجدید چاپ شد.
از دیگر آثار ترجمه‌ایِ او می‌توان به ساکنان کهکشان، اثر رابرت هاین‌لاین، (تهران: چاپ معرفت، ۱۳۳۹) و «ژاپن در گذشته و حال» (تهران: انتشارات علمی و فرهنگی، ۱۳۷۹) اشاره کرد.
از آثار دیگرِ اوست:
- تربیت دختران
- روح تعلیم و تربیت
- اساتید یونان و روم
- روبنسن کروزوئه
- سرزمین و مردم پرتغال
- سرزمین و مردم فرانسه
- سرزمین و مردم آرژانتین
- دائرةالمعارف علم و صنعت: نسبیت برای همگان
- دانشمندان بزرگ جهان علم سفر به

## تألیفات
- لقمان حکیم
- کتاب و کتابخانه در ایران